# Erosione

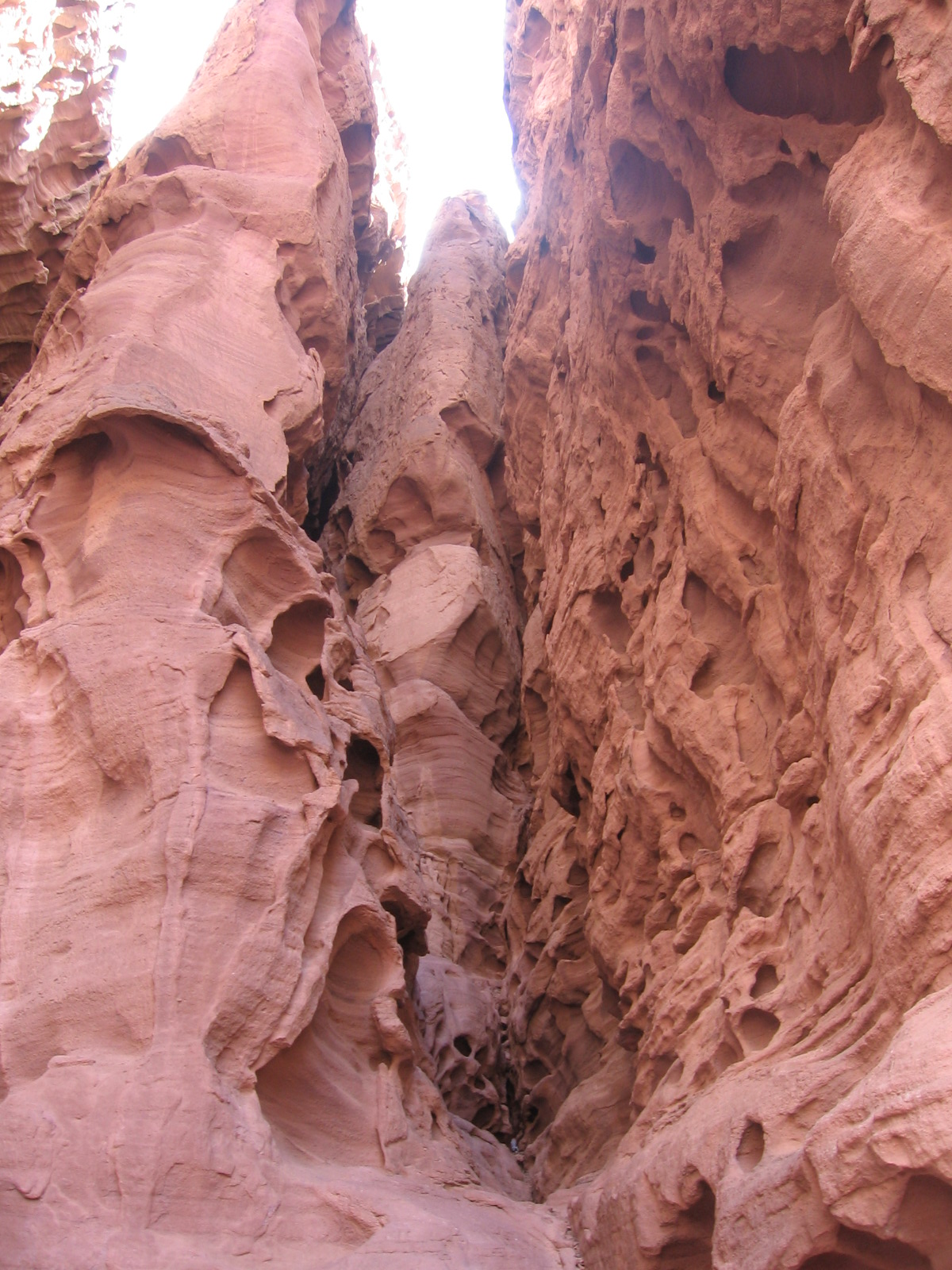
Effetto dell'erosione prevalentemente eolica su una roccia sedimentaria - Timna Park, Negev, Israele

L'erosione è una fase del processo sedimentario e consiste nella separazione fisica, da suoli e rocce affioranti, e successivo allontanamento di frammenti, chiamati "clasti", e di soluti generati dalla fase di degradazione meteorica. Il termine viene applicato non solo al processo fisico-chimico in sé, ma anche agli effetti che l'erosione produce sul territorio. L'erosione tende a portare la superficie terrestre verso un profilo di equilibrio, raggiunto il quale le forze che la determinano sono insufficienti a farla proseguire o questa rallenta in modo significativo la sua azione.   
Si usa distinguere l'erosione in "senso stretto", un processo che muove piccole quantità di materia in modo costante nel tempo, dai movimenti di massa, come frane e smottamenti, che invece movimentano grandi quantità di materiale in pochissimo tempo, ma sono discontinui.   

## Origine e uso del nome
Dal latino erodere = ex + rodere, ossia “rodere, consumare a poco a poco asportando da”. Nella lingua italiana erodere ed erosione si affermano nel Rinascimento, anche se inizialmente si applicarono soltanto alle monete per esprimere la cosiddetta tosatura o la riduzione progressiva del valore aureo. I due termini sono usati anche in medicina per indicare lesioni e ulcerazioni (già nel latino imperiale erosio = ulcerazione). Per descrivere i fenomeni erosivi delle acque correnti si utilizzano inizialmente i termini “corrodere/corrosione“. In Europa l'uso del termine erosione nel significato attuale inizia alla fine del Settecento, per opera dei geografi, in particolare francesi, che lo applicano allo studio della geomorfologia.

## Aspetti fisici: lasequenza erosionale
L'erosione può essere vista come una sequenza di tre eventi: distacco, rimozione e trasporto. In molti casi, però, è assai difficile separare tra loro questi eventi, in quanto avvengono contemporaneamente.

### Distacco
L'erosione inizia con la separazione fisica di particelle dalla superficie di rocce e suoli. Qualche volta il distacco richiede la rottura dei legami che tengono insieme le particelle. Esistono diversi tipi di legami, ciascuno con differenti livelli di coesione fra le particelle. I legami più forti sono quelli tra i cristalli delle rocce ignee, che derivano dal modo in cui crescono i cristalli durante il raffreddamento del magma. 
Nelle rocce sedimentarie i legami sono deboli e prodotti principalmente dall'effetto cementante di ossidi di ferro, silice o carbonati. Nei suoli essi sono ancora più deboli, legati all'azione coesiva delle molecole dipolari dell'acqua e all'attrazione elettrostatica tra particelle d'argilla o materia organica. 
Le azioni fisica, chimica e biologica della degradazione tendono proprio a indebolire questi legami, sicché una roccia alterata è più facile preda del distacco. Gli agenti del distacco sono: (1) l'aumento di volume dell'acqua quando gela in fratture e cavità della roccia o del suolo, (2) l'impatto con il suolo delle gocce di pioggia e dei chicchi di grandine, (3) l'urto da parte di particelle trasportate dai fluidi in movimento (aria, acqua, ghiaccio) e (4) la cavitazione, che avviene solo nei flussi d'acqua molto veloci (ad es. nelle cascate) ed è originata dall'implosione di bolle d'aria, che crea microgetti d'acqua che a loro volta producono forti compressioni su aree molto piccole.
Solitamente il fenomeno dell'implosione avviene quando il flusso veloce dell'acqua incontra un ostacolo all'avanzamento come un grosso sasso. Secondo la legge di Bernoulli, la riduzione del volume aumenta la velocità del flusso riducendo contemporaneamente la pressione interna. Se questa scende sotto la tensione di vapore dei gas atmosferici disciolti nell'acqua, questi si separano in bolle che, a valle dell'ostacolo, vengono compresse (implodono) dalla pressione che torna ad aumentare a causa della diminuzione della velocità.

### Rimozione
Una volta che una particella si è separata dalle altre, deve essere sollevata per poter essere rimossa. Anche in questa fase bisogna vincere delle forze: la principale è la resistenza opposta dall'attrito, che si sviluppa dall'interazione della particella da rimuovere con quelle vicine, che in vari modi possono ostacolarne lo spostamento. La principale forza di rimozione è lo scorrimento di un fluido. L'intensità di questa forza dipende essenzialmente dalla massa di questo fluido (l'acqua è 9000 volte più densa dell'aria) e dalla sua velocità. Lo scorrimento del fluido determina sia il movimento orizzontale sia quello verticale delle particelle da rimuovere. 
Se la spinta del flusso è sufficiente a vincere la resistenza dell'attrito, la particella si muove orizzontalmente. Il sollevamento della stessa è invece prodotto dalla turbolenza del flusso e dalla presenza di vortici, che esercitano una forza aspirante sulla superficie di scorrimento. Una volta che la particella è sollevata, l'unica forza che si oppone al trasporto è la gravità, così le particelle possono essere trasportate con velocità di flusso più basse di quelle necessarie alla rimozione. Nel caso di un pendio roccioso la rimozione può essere dovuta alla sola gravità, quando il disgelo del ghiaccio contenuto nelle fessure libera le particelle precedentemente separate tra loro proprio dall'aumento di volume del ghiaccio stesso.
Se gli elementi contenuti nelle rocce sono resi solubili dai processi di dissoluzione ed idrolisi, il processo di rimozione dei soluti da parte dell'acqua è detto lisciviazione.

### Trasporto

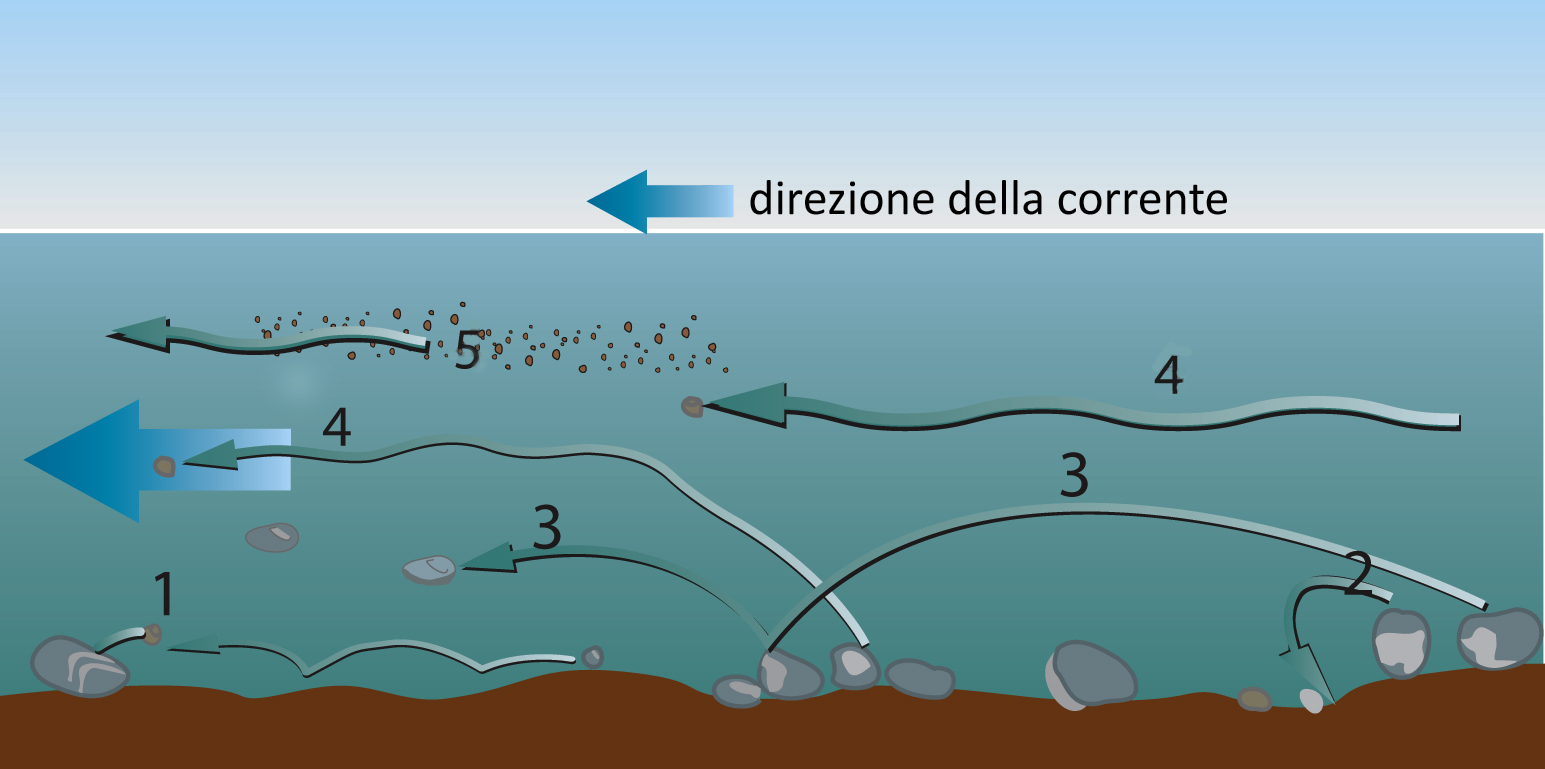
fig 1: forme di trasporto da corrente in un mezzo fluido. 1.trascinamento, 2.rotolamento, 3.saltazione, 4.sospensione, 5.soluzione (sotto forma di ioni e/o molecole)

Una particella rimossa tende a muoversi finché la velocità del flusso o la viscosità del fluido (ad es. nel caso del ghiaccio) sono sufficientemente elevate da vincere la forza di gravità, che tende a farla ritornare al suolo. All'interno di un fluido il trasporto può avvenire in quattro modi differenti:
- sospensione: quando le particelle sono trasportate da un fluido senza toccare la superficie su cui scorre; può avvenire nell'aria, nell'acqua e nel ghiaccio;
- saltazione: quando le particelle si muovono continuamente dalla superficie di scorrimento al mezzo fluido e viceversa in rapidi e ripetuti cicli; è attivo solo nell'acqua e nell'aria;
- trazione: è il movimento di particelle che avviene lungo la superficie di scorrimento per rotolamento o trascinamento dei clasti; può avvenire in tutti i mezzi;
- soluzione: è un mezzo di trasporto esclusivo dell'acqua. La soluzione implica che il materiale eroso sia disciolto per lisciviazione e trasportato dall'acqua in forma ionica o molecolare. Per le falde acquifere questo è l'unico mezzo di trasporto possibile[2].

Il peso, le dimensioni, la forma e conformazione superficiale delle particelle e il tipo di mezzo agente determinano quale di questi processi opera prevalentemente.

## Classificazione delle forme di erosione

### Dilavamento

Dilavamento di un suolo dovuto a erosione per rigagnoli

Il dilavamento è l'erosione del suolo da parte dell'acqua. Essa inizia già con il cadere della pioggia sul terreno (erosione da impatto), quindi si sviluppa gradualmente seguendo alcuni stadi: in primo luogo si ha una erosione diffusa, che avviene ad opera del velo d'acqua che durante le precipitazioni bagna la superficie, scorrendo lungo la linea di massima pendenza; in seguito si genera la cosiddetta erosione per rivoli o rigagnoli, in cui l'erosione si concentra nei solchi generati dalla precedente erosione e in cui scorre l'acqua (ruscellamento); infine si ha l'erosione a solchi, in cui l'acqua è riuscita a scavare nel terreno dei solchi e il fenomeno si attesta al loro interno. Parallelamente si può avere un'erosione sottocutanea quando, nei suoli fessurati o porosi, l'acqua scorre appena al di sotto della superficie scavando minuscoli tunnel e asportando materiale quando fuoriesce in superficie. Secondo alcuni autori sarebbe quest'ultima a dare origine all'erosione a solchi.

### Erosione fluviale

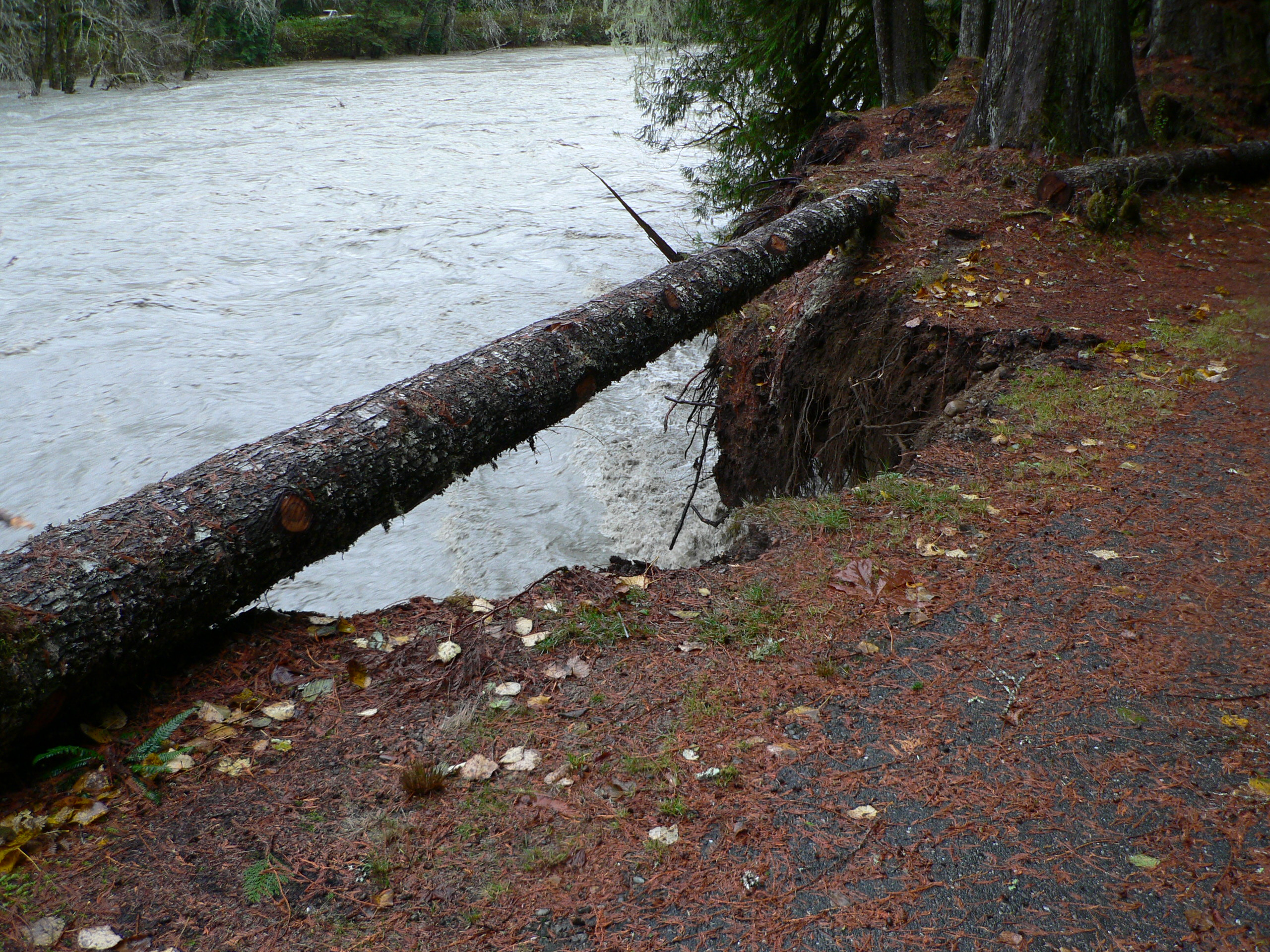
Erosione di sponda con franamento della parte superiore della scarpata in un torrente in fase di piena

Si manifesta in due forme: con l'erosione di fondo, ossia quella che la corrente fluviale esercita sul letto del fiume e ne provoca un progressivo abbassamento, e con l'erosione laterale o di sponda, che provoca modificazioni nella forma dell'alveo agendo sulle sponde a causa di variazioni nel flusso della corrente e al manifestarsi di movimenti di massa che interessano l'alveo. Le due forme possono agire insieme o in modo indipendente 

### Erosione marina

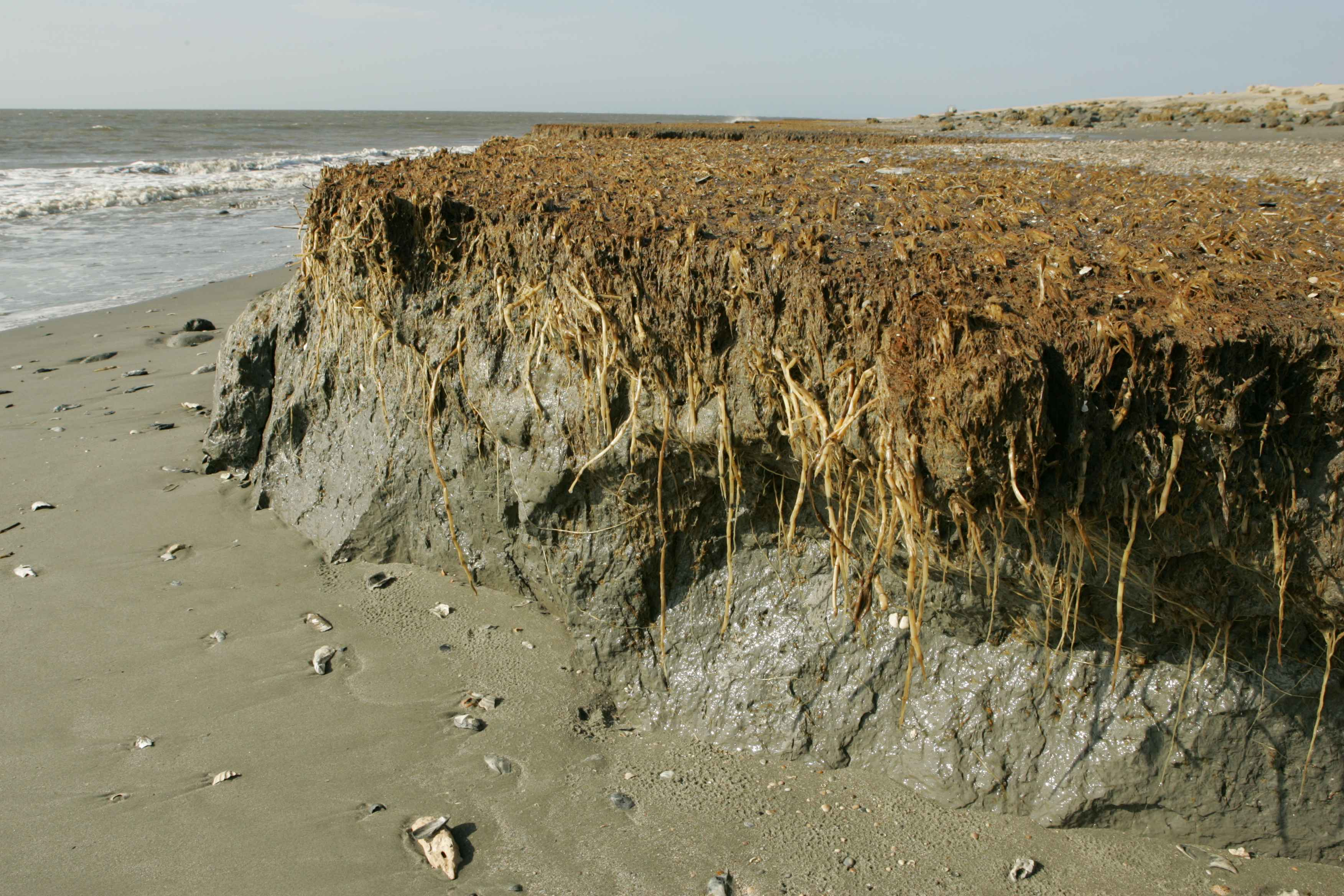
Erosione di una spiaggia ad opera di una serie di violente mareggiate

L'azione del mare sulle coste comprende una serie di processi legati all'effetto delle onde e delle correnti litorali: prelievo di materiale detritico dalle spiagge, azione meccanica d'urto delle onde sulle coste rocciose, distacco di granuli per cristallizzazione del sale nelle fessure ecc. Il risultato è quasi sempre un arretramento della linea di costa.

### Movimenti di massa
Ossia flussi lenti nel terreno, frane e smottamenti. Sono movimenti legati alla gravità, ma nei quali l'acqua gioca un ruolo diretto o indiretto.

### Erosione glaciale

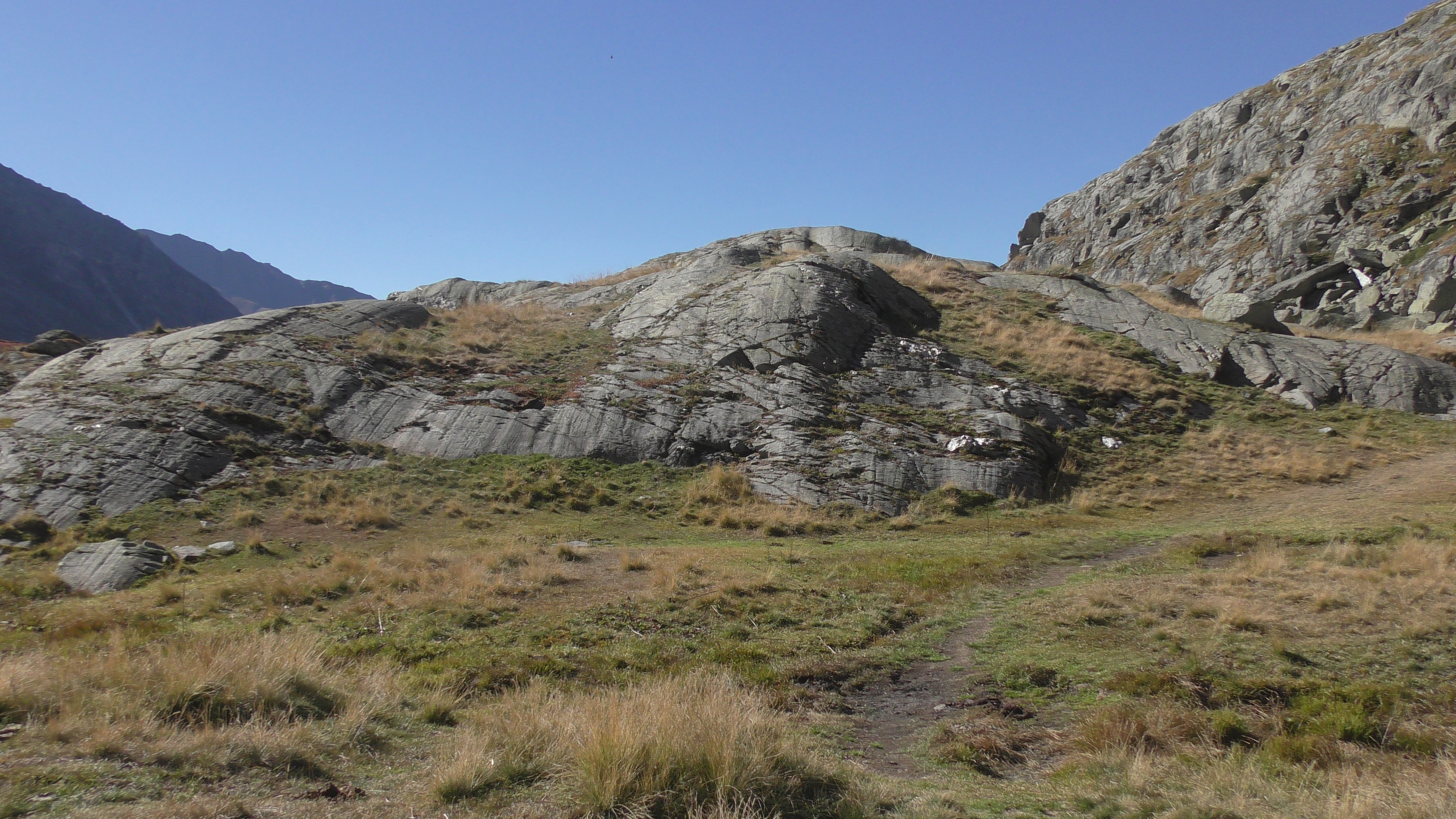
Roccia montonata con evidenti striature glaciali. Sono gli effetti dell'erosione sul fondo roccioso da parte di un ghiacciaio non più esistente. Vallone della Savine, Lanslebourg-Mont-Cenis (Francia)

È causata dal lento flusso a valle e dal peso della massa glaciale e dallo scorrimento dei torrenti subglaciali. La sua azione è visibile solamente quando il ghiacciaio si ritira.

### Erosione eolica

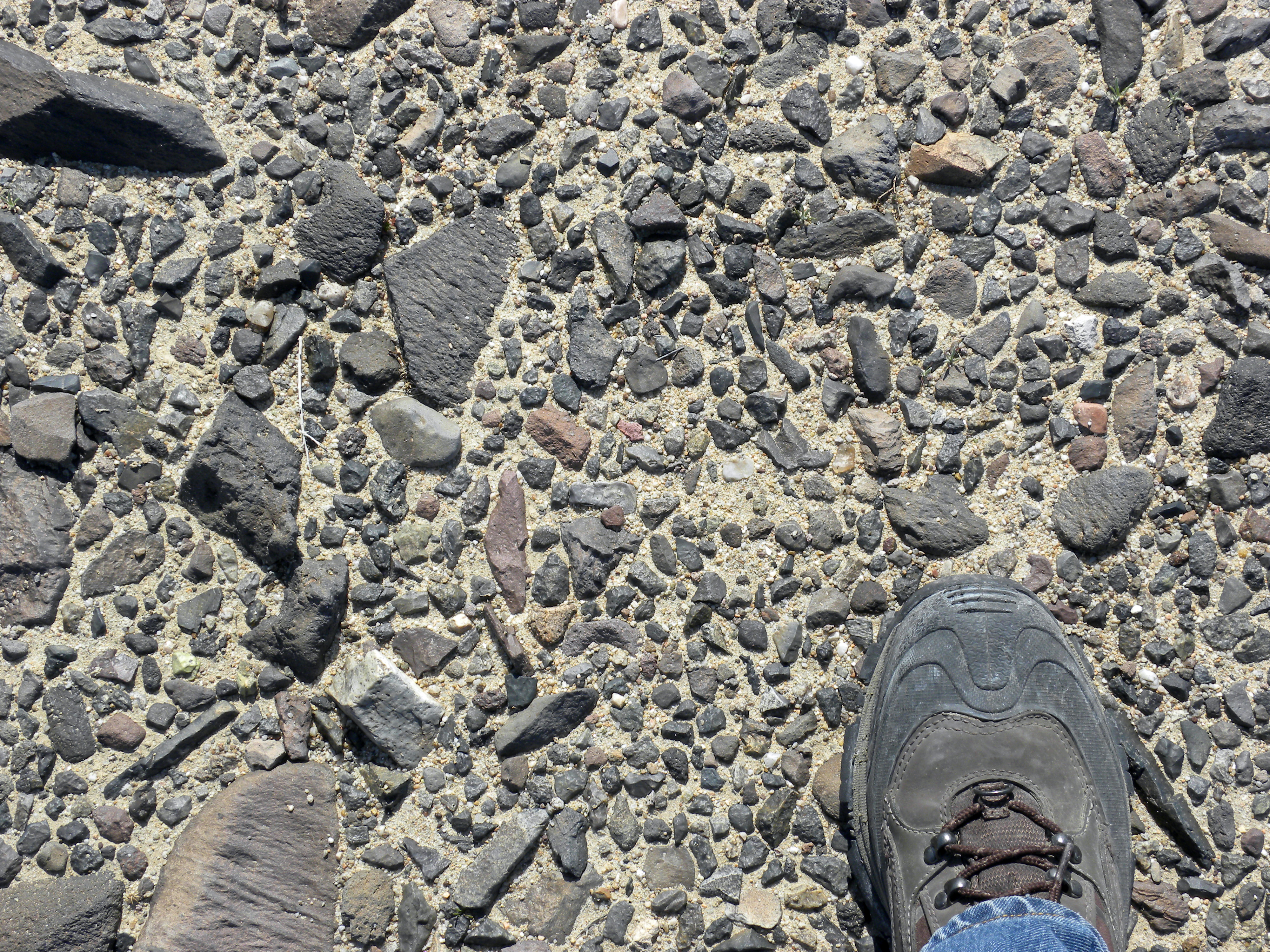
L'erosione della matrice fine di questa breccia ad opera del vento ha portato i clasti in rilievo. Deserto del Mojave, California

È causata dall'azione del vento nelle zone aride e sulle coste. Si esplica con l'asportazione di particelle dal suolo e con l'azione meccanica dell'urto di queste particelle contro le superfici rocciose.

### Erosione carsica

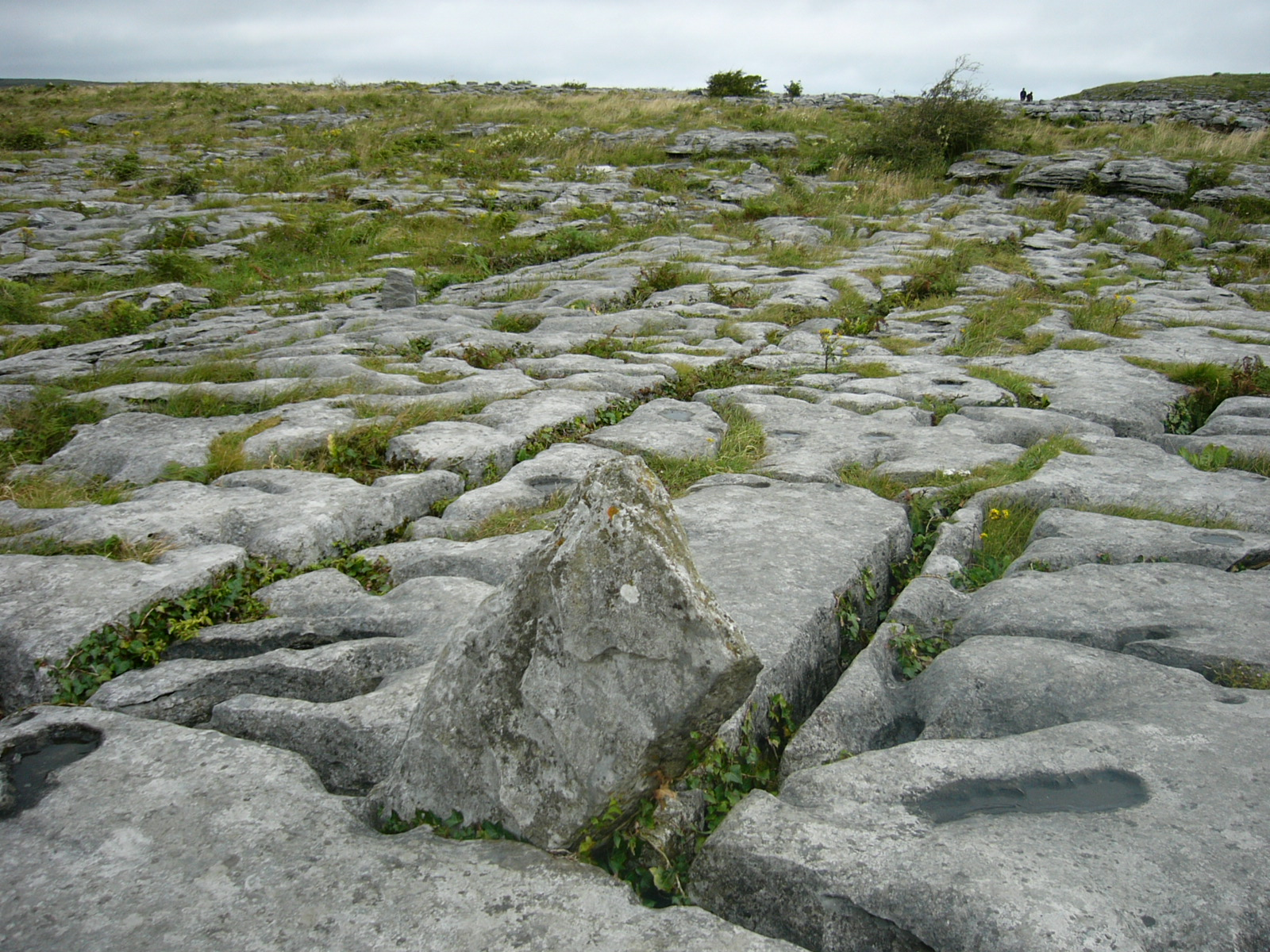
Campi carreggiati in calcare, una morfologia erosiva dovuta all'allargamento di fessure per dissoluzione e lisciviazione dei carbonati

È un'erosione di tipo quasi esclusivamente chimico, legata alla dissoluzione dei carbonati da parte di acque debolmente acide circolanti sulla superficie e all'interno di rocce calcaree.

## Fattori che regolano l'erosione
L'intensità e la velocità con cui si esplica l'azione erosiva e il prevalere dell'azione fisica o di quella chimica dipendono da una serie di fattori, il principale dei quali è il clima. Diversa è infatti l'entità e la velocità di erosione di un determinato tipo di roccia a seconda che questa si trovi in un clima arido oppure umido, ventoso, con piogge regolari o irregolari, in ambienti caldi oppure freddi oppure ancora con forti o nulle escursioni termiche. Un classico esempio è il modo in cui viene elaborato dagli agenti atmosferici un granito posto in diversi contesti climatici. In un ambiente di montagna, dove prevalgono il meccanismo di gelo e disgelo e l'azione erosiva dei ghiacciai e dove l'azione chimica è inibita dalle basse temperature, il granito assume una morfologia aspra, fatta di guglie e creste affilate. Viceversa in un clima caldo umido come quello equatoriale il granito si coprirà rapidamente di una coltre argillosa per alterazione chimica, sarà eroso molto più rapidamente e tenderà ad assumere una forma arcuata o appena in rilievo rispetto alle rocce circostanti.
Altri fattori che regolano l'erosione sono:
- Natura e giacitura delle rocce: l'azione erosiva è condizionata dalla resistenza delle rocce alla disgregazione meccanica e all'alterazione chimica. In un territorio dove si trovino rocce con diversa resistenza, quelle più dure tenderanno a restare in rilievo mentre quelle più tenere saranno spianate più facilmente. Anche la giacitura delle rocce stratificate condiziona la velocità dell'erosione: l'erosione e lo sviluppo dei movimenti franosi sono facilitati se gli strati immergono nella stessa direzione verso cui immerge il versante ma con un'inclinazione minore, cioè sono disposti a franapoggio;
- Tettonica: deformazioni, faglie e fratturazioni delle rocce costituiscono delle zone di debolezza che favoriscono e incanalano verso aree circoscritte l'azione erosiva;
- Vegetazione: dove c'è una fitta vegetazione arborea, pendii argillosi anche molto ripidi sono efficacemente preservati dall'erosione; al contrario modesti rilievi argillosi, disboscati e messi a coltura dall'uomo, possono essere profondamente incisi dalle acque di ruscellamento in tempi brevissimi[2].
- inerbimento: grazie a questa tecnica, che consiste nel impiantare delle colture inerbenti di vario tipo, possiamo ridurre e controllare l'erosione del terreno. Le colture inerbenti vanno a rallentare l'energia cinetica della goccia che cade e quindi essa arriverà al terreno con una forza minore, evitando compattazione del suolo ed erosione.

## Forme di erosione accelerata

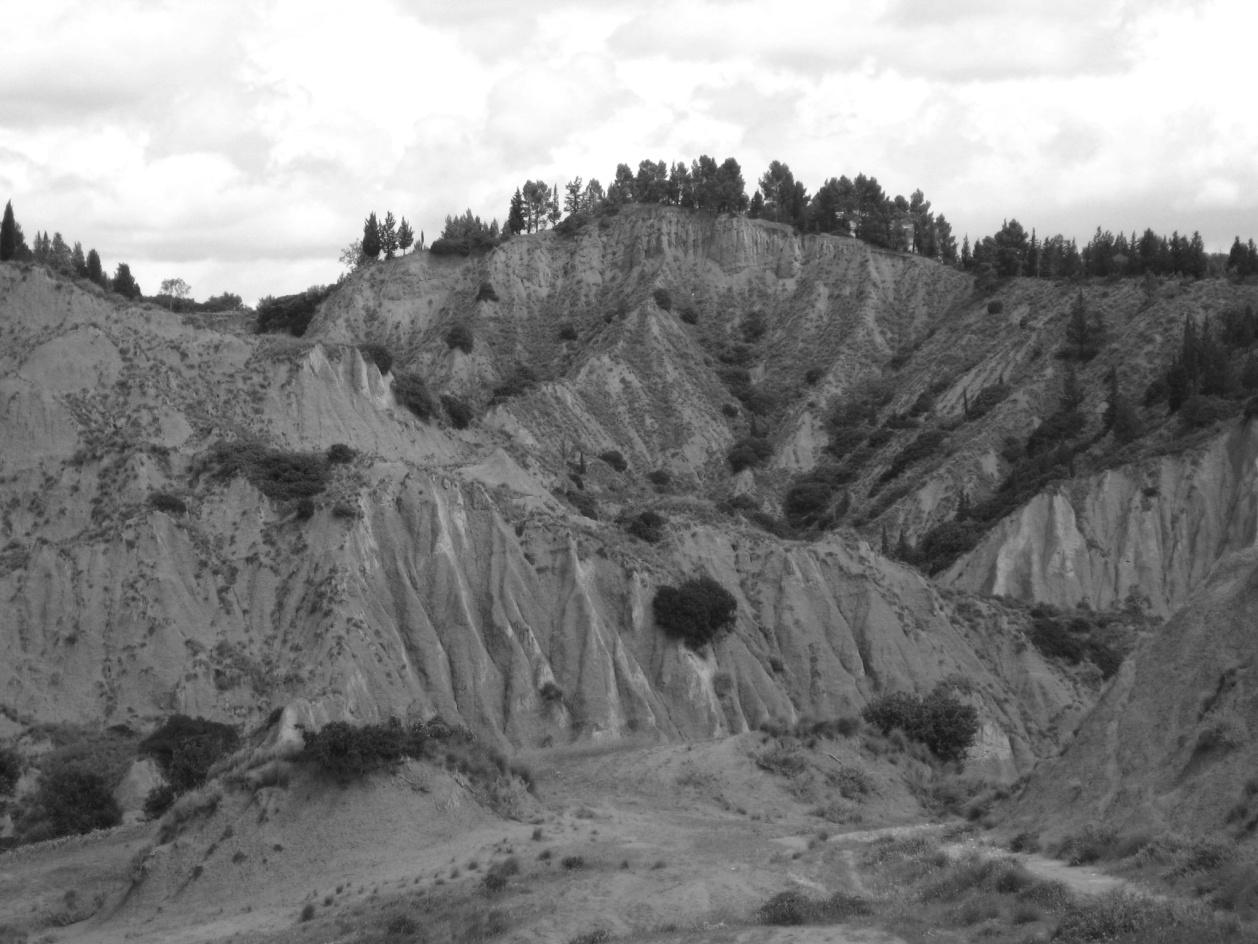
Calanchi, fenomeni tipici di erosione accelerata delle acque piovane su particolari tipi di terreni

Si chiama erosione accelerata il dilavamento che si verifica su suoli privi di vegetazione arborea e poco permeabili ad opera di piogge intense a carattere torrenziale. La violenza dell'acqua è tale che nell'arco di poche ore o giorni si possono avere modifiche nei versanti che in condizioni normali impiegano moltissimi anni a formarsi. Tra le forme più comuni generate dall'erosione accelerata ci sono le piramidi di terra o camini delle fate e i calanchi.

## Forme erosionali e forme residuali
L'attività erosiva, con l'asportazione di materiali solidi e soluti, modifica più o meno velocemente l'aspetto della superficie terrestre. Le forme che derivano da questa continua e lenta asportazione sono dette forme erosionali. Una volta che il territorio ha raggiunto un nuovo equilibrio e l'erosione cessa o viene minimizzata, le forme assunte dal territorio in quel momento sono dette forme residuali. Nel caso, per esempio, dell'erosione fluviale la forma erosionale è la tipica valle fluviale con sezione a forma di lettera “V”, mentre la forma residuale sono i rilievi (montagne o colline) non erosi dalle acque incanalate. Nel caso invece di un'erosione glaciale, la forma erosionale è la valle con sezione a forma di lettera “U” e le forme residuali sono i rilievi a forma di corno (piramide a tre o quattro lati) i circhi glaciali e le valli sospese.

## Agenti esogeni predisponenti all'erosione
L'erosione si configura come una forza esogena antagonista, che tende a contrastare l'effetto costruttivo delle forze endogene (le spinte tettoniche, gli accavallamenti, ecc.) che contribuiscono alla creazione del rilievo terrestre.
È possibile ricondurre a due categorie gli agenti che predispongono una roccia o un suolo all'erosione: quelli di natura fisica e quelli di natura chimica.
Hanno modi di agire ovviamente differenti, ma entrambi alterano profondamente le rocce sulle quali agiscono. Nel loro complesso sono riconducibili a quel fenomeno preparatorio dell'erosione che è la degradazione meteorica.

### Agenti di natura fisica

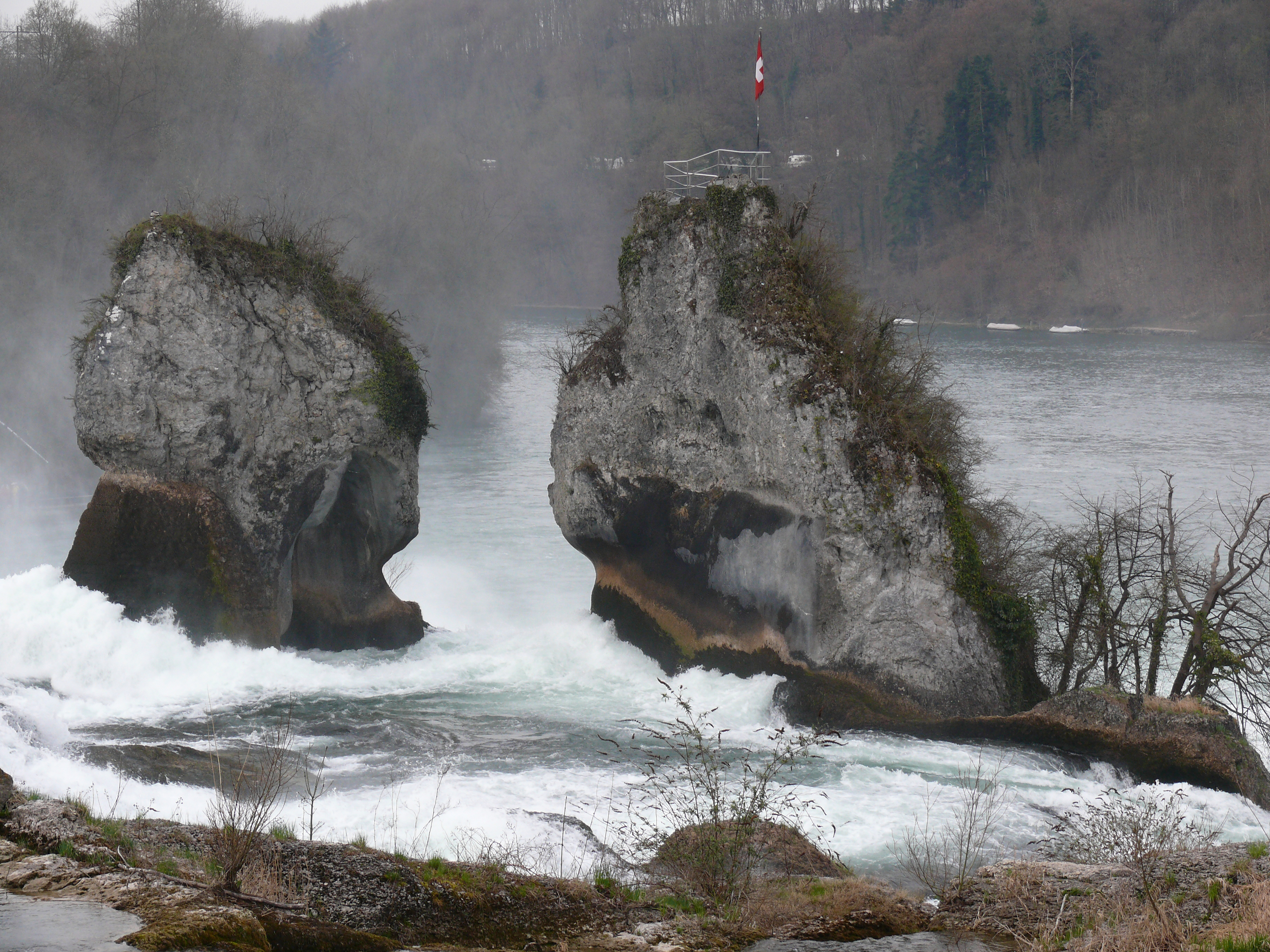
Fenomeni di erosione in prossimità di cascate

- Crioclastismo: quando l'acqua entra in contatto con le rocce, si intrude facilmente nelle cavità del materiale. Quando la temperatura si abbassa al punto da provocare il congelamento dell'acqua, il conseguente aumento di volume nella formazione del ghiaccio eserciterà una considerevole pressione interna alla roccia, provocando uno stress intenso nel materiale, che sarà soggetto ad una prolungata deformazione. L'alternarsi di cicli di solidificazione e scioglimento, nel tempo, provocherà una serie di stress continui nella roccia, la quale andrà incontro a clastizzazione, ovvero genererà progressivamente frammenti rocciosi detti crioclasti, caratterizzati da spigoli vivi. Questo fenomeno è caratteristico delle zone in cui l'escursione termica stagionale risulti essere considerevole.
- Termoclastismo: la scarsa capacità termica delle rocce, quando sottoposte a sbalzi di temperatura, provoca uno stress nel materiale dovuto al susseguirsi (in cicli brevi) di dilatazioni e contrazioni, conseguenti alla variazione della temperatura. L'aumento durante il giorno della temperatura, provoca una dilatazione termica della roccia, cui corrisponde una contrazione nelle ore più fredde. Questa continua alternanza provoca una serie di sforzi differenziali che, specialmente negli strati più esterni del corpo roccioso, hanno come conseguenza la formazione di materiale clastico. I prodotti di questo processo erosivo sono detti termoclasti.
- Aloclastismo: quando le rocce sono sovente esposte a spruzzi di acqua salata o periodi alternati di immersione ed emersione, l'acqua salata andrà a depositarsi nelle cavità della roccia. Quando l'aumento della temperatura provoca l'evaporazione dell'acqua e la conseguente precipitazione dei sali, questi formeranno dei cristalli che, con il ripetersi nel tempo di questo fenomeno, andranno incontro a progressivo accrescimento, esercitando una pressione sulle pareti della roccia, e generando delle fratture che, allargandosi sempre più, provocheranno una riduzione in clasti del corpo roccioso.
- Idroclastismo: anche l'acqua esercita un'azione erosiva sulle rocce. In particolar modo sulle argille le quali, dotate di una considerevole capacità igroscopica, assorbono umidità dall'ambiente circostante, espandendo il proprio volume. Nel momento in cui, a seguito di esposizione al calore, l'acqua evapora abbandonando le argille, queste subiranno una contrazione del volume, cui corrisponde un'esfoliazione, una desquamazione, inizialmente solo superficiale. Con il tempo, però, questa esfoliazione tende ad approfondirsi, coinvolgendo anche gli strati più interni del materiale argilloso, che si sfaldano originando gli idroclasti.
- Decompressione: fenomeni gravitativi come le frane portano spesso alla luce substrati rocciosi precedentemente soggetti ad una forte azione compressiva delle rocce soprastanti. La decompressione conseguente, che spesso si verifica in tempi relativamente brevi, può ingenerare una sfaldatura del materiale lungo eventuali piani di scistosità, litoclasi o piani di sedimentazione.
- Abrasione: lo scivolamento di un ghiacciaio su un substrato roccioso, provoca un fortissimo attrito, capace di agire sulla roccia provocandone la progressiva disgregazione, sotto l'intensa serie di stress meccanici derivanti dal contatto. Ciò porta alla formazione di detriti morenici ai lati del bacino di ablazione del ghiacciaio e allo scavamento di vere e proprie valli ad U (valli glaciali). Una forma di abrasione è anche quella esercitata dai detriti trasportati dal vento, che possono investire una massa rocciosa e provocarne (sempre conseguentemente all'attrito ingenerato) la disgregazione. Ovviamente, l'azione del vento risulta più blanda rispetto a quella di un ghiacciaio, poiché la massa di un ghiacciaio in movimento, seppur lento, è capace di stress ben maggiori sul substrato roccioso.
- Gravità: anche la forza di gravità risulta essere un agente erosivo, sebbene indiretto. È proprio la gravità che, agendo su versanti instabili, provoca fenomeni franosi i quali, scatenando una serie di attriti tra le rocce interessate dal movimento, produce per contatto meccanico una quantità considerevole di detrito.

### Agenti di natura chimica
- Idrolisi: l'acqua, scindendosi in ione idrogeno (H+) e ione ossidrile (OH-), attacca i minerali meno stabili tra i costituenti della roccia, scindendoli nei singoli elementi e reagendo con essi a formare nuovi minerali, in equilibrio con l'atmosfera. Un esempio di idrolisi è costituita dall'alterazione dei feldspati nei minerali delle argille. Tale processo chimico è chiamato idrolisi poiché l'acqua è responsabile diretta della scissione dei legami interni al reticolo dei minerali alterati.
- Ossidazione: è l'ossigeno a determinare questo tipo di alterazione. Presente nell'atmosfera, ma anche nelle acque dilavanti, è capace di alterare, ossidandoli, gli elementi metallici come il ferro, ma anche materia organica, lo zolfo ed i solfuri. Questo processo determina una variazione del colore della materia alterata (per esempio la ruggine con il ferro), ed è responsabile di alcuni fenomeni caratteristici come quello della "vernice del deserto".

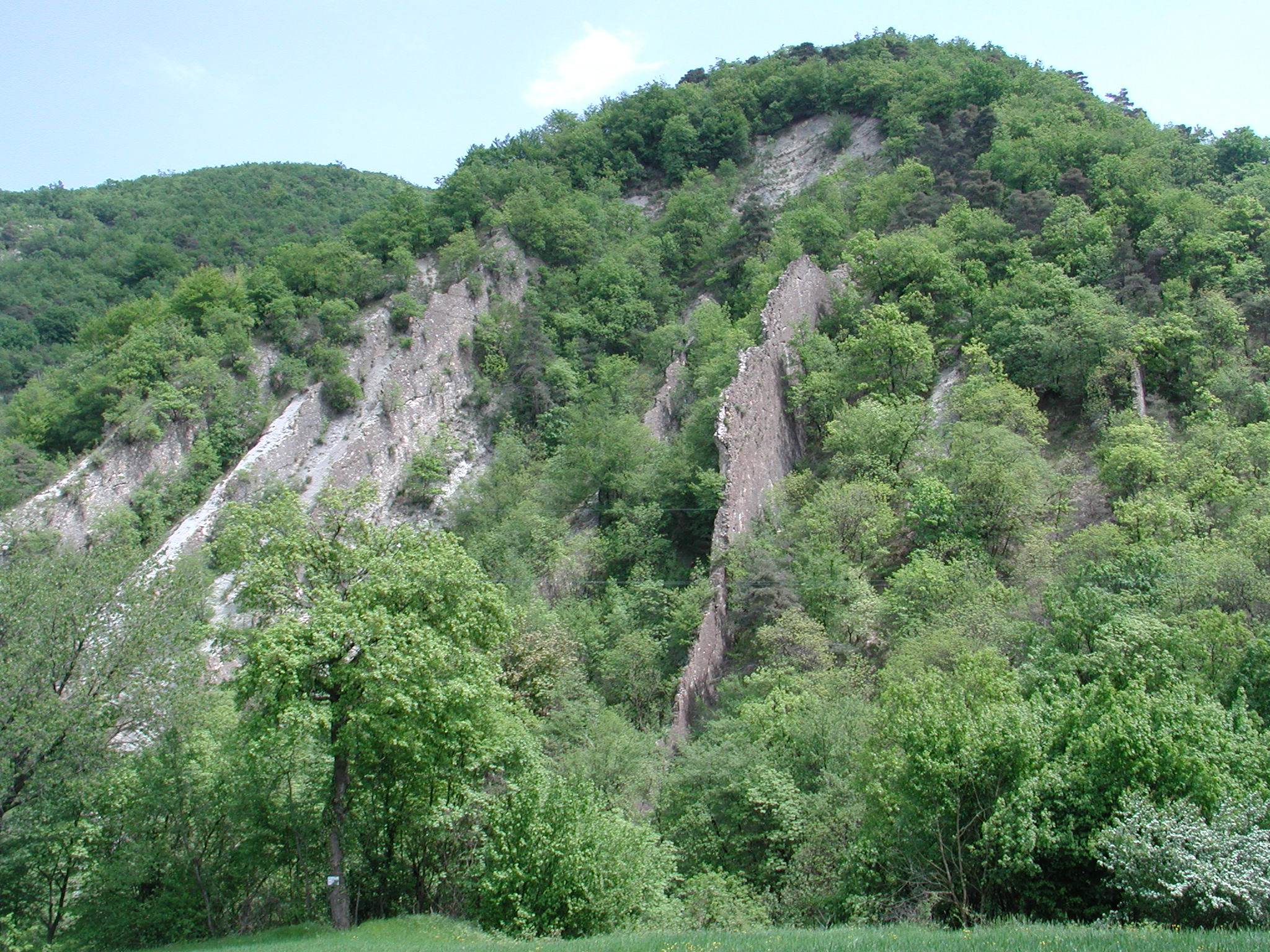
Effetto dell'erosione differenziale su una serie stratificata composta dall'alternarsi di strati subverticali a diversa resistenza all'erosione

* Dissoluzione: questo fenomeno alterativo è tipico dei climi temperati o equatoriali, caratterizzati dall'abbondanza di precipitazioni piovose. L'acqua piovana contiene infatti CO2, ed è capace di solubilizzare rocce come i carbonati o i gessi, che altrimenti non potrebbero essere alterati dall'acqua pura. La reazione alla base della dissoluzione dei carbonati è rappresentata dall'equazione chimica: CaCO3 + H2O + CO2 ⇔ Ca(HCO3)2. Il prodotto finale della degradazione del carbonato di calcio (CaCO3) sarà quindi il bicarbonato acido di calcio. In climi aridi o nelle zone polari questo fenomeno alterativo non sarà possibile rispettivamente a seguito dell'insufficienza delle precipitazioni e dell'assenza di circolazione dell'acqua perché ghiacciata.
- Idratazione minerale: alcune molecole di minerali costituenti la roccia possono catturare acqua (piovana o dall'umidità ambientale) andando incontro al fenomeno chimico dell'idratazione, che porta alla formazione di nuovi minerali caratterizzati da un maggior volume molecolare. Questo provocherà una serie di tensioni interne alla roccia, che si tradurranno nella sua successiva clastizzazione.

## Effetti e prevenzione

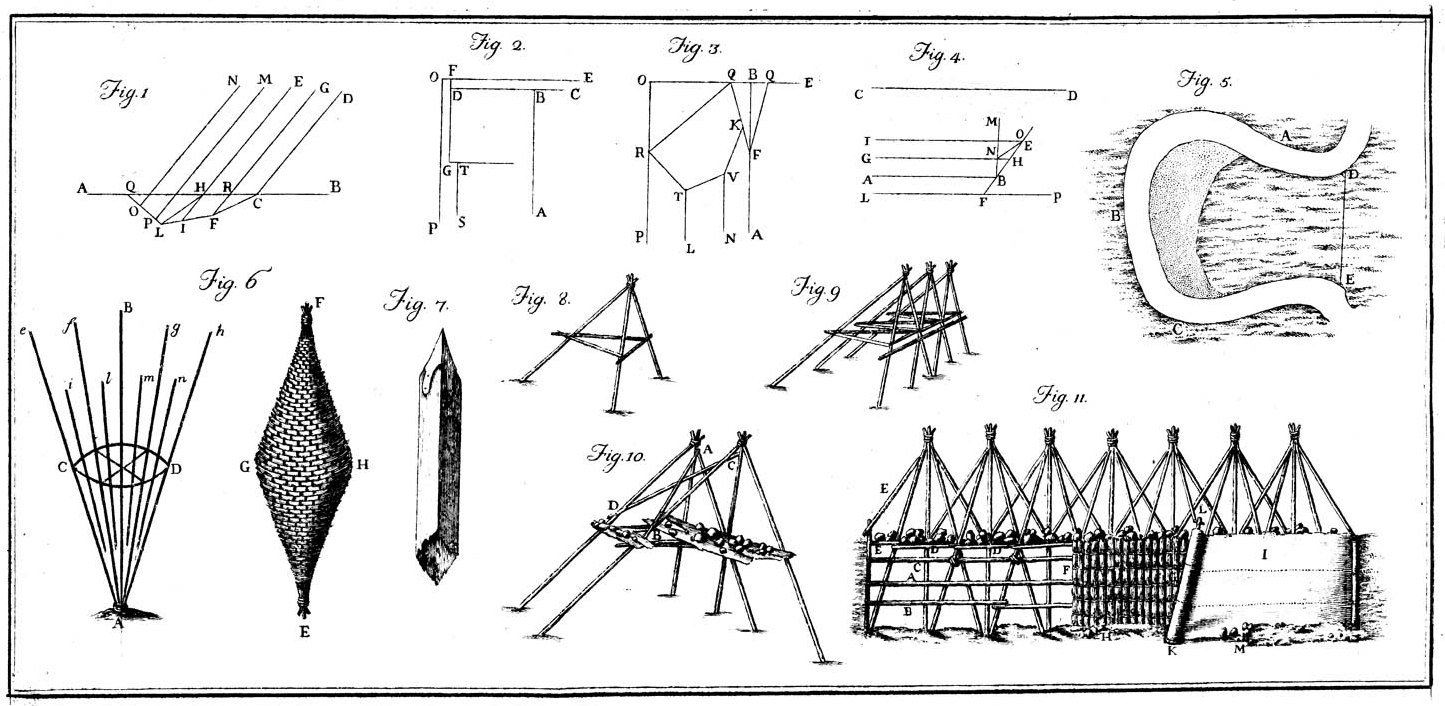
Strumenti per arginare l'erosione dei fiumi nel XVIII secolo

L'erosione espone il terreno a fenomeni franosi dovuti all'indisciplina delle acque piovane di scorrimento e può dunque essere la causa di un aumentato rischio idrogeologico su un territorio in caso di fenomeni precipitativi intensi, quali alluvioni, o anche di situazioni di conclamato dissesto idrogeologico. Le opere di stabilizzazione tendono a ridurre se non eliminare la possibilità di franamento e di erosione e appartengono al campo dell'ingegneria ambientale o anche della geoingegneria.
Fenomeni di erosione in seguito ad eventi o condizioni meteorologici estreme, quali ad esempio alluvioni o forte vento costante, (meteorizzazione e corrasione) possono favorire anche i processi di desertificazione del suolo in alcune aree a rischio, mentre nelle zone costiere l'erosione più problematica tipicamente è quella legata al moto ondoso che erode scogliere e spiagge sabbiose e per il quale, in quest'ultimo caso, gli interventi possibili sono l'uso di barriere costiere artificiali preventive e il ripascimento a posteriori.